# 平可夫
安徳烈・平可夫（アンドレイ・ピンコフ、1963年 - ）はカナダ国籍の在カナダ華僑の軍事評論家。本名は張 毅弘。カナダの軍事週刊誌「漢和防衛評論」の編集長、「漢和情報評論」の解説員、「ジェーン・ディフェンス・ウィークリー」のアジア・オセアニア特派員等を務めている。妻は日本人。「漢和防衛評論」は日本語、英語、中国語で発行されているほか、日本の「軍事評論」等にも寄稿している。
主にアジア諸国、特に日本、中国、台湾、ロシア、インドについて、常に最新の軍事情報、武器装備、もしくはそれに関わる評論を出している。
新聞奨学生として青山学院大学に通い、ソ連政治を学び、アジア周辺の政治にも詳しく、日本語、中国語、ロシア語、英語はすべて母語のレベルだという。在外華僑ではあるが、常に北京当局の発表に反する情報を流したり、指摘をしたりしている。この為北京当局発行の「国防報」で名指しで批判されるなど、大陸中国で激しく批判されている模様。
ペンネームの「平可夫」は彼の尊敬するゲオルギー・ジューコフ将軍（大陸中国では格奥爾基・朱可夫と表記）をもじったものである。
2015年に発生した香港銅鑼湾書店失踪事件を受けて、自身の安全が懸念されるとして、2016年4月日本に移住することとなった。香港にいても中国共産党に敵とみなされれば、いつ中国当局に拘束されてもおかしくない危険な状況になったとの認識を示し、1月には香港の永住権を返上して日本への移住を決めた。

## 著作
- 「2000年の中国軍―日本はNOと言える時代を迎えられるか」、蒼蒼社、1995年、ISBN 978-4915441868